# Соколовский, Ян
Ян (Иван) Соколовский (годы рождения и смерти неизвестны) — участник казацко-крестьянского восстания на Украине и в Белоруссии, казацкий полковник.

## Биография
Происходил из белорусской православной шляхты. После начала восстания под руководством Богдана Хмельницкого на Украине Ян Соколовский вступил в ряды казаков. 
В июле 1648 года во главе казацкого отряда принял участие в борьбе с отрядами шляхты ВКЛ в Речицком и Мозырском поветах. Участвовал в захвате восставшими казаками Мозыря. В августе 1648 года во главе 2-тысячного полка выступил на крупный и богатый белорусский город Слуцк, принадлежавший крупнейшему литовскому князю-магнату Богуславу Радзивиллу. После неудачных переговоров с комендантом крепости Яном Сосновским и представителями слуцкого православного духовенства и мещан, Ян Соколовский попытался взять город штурмом. Неудачные попытки взять город вынудили полковника перейти к осаде Слуцка, на помощь Я. Соколовскому также был направлен отряд казаков, который, однако, был разбит по дороге. В ночь с 28 на 29 августа 1648 года в Слуцк тайно вступили шесть хоругвей войска ВКЛ, после чего численное преимущество оказалось не на стороне казаков. Ян Соколовский был тяжело ранен и вынужден снять осаду со Слуцка. 
В 1649 году он участвовал в переговорах казацкого руководства с московским послом Г. Унковским.